# 大箐山县
大箐山县是黑龙江省伊春市下辖的一个县。縣人民政府駐帶嶺鎮。

## 历史沿革
2019年7月伊春市行政区划调整，伊春市原带岭区和原属铁力市的朗乡镇合并成立大箐山县。

## 行政区划
大箐山县下辖2个镇：
带岭镇、朗乡镇、带岭林业局和朗乡林业局。

## 人口民族
截至2020年11月1日零時，大箐山縣常住人口為57697人。